# 하리 발레르헤우
하리 발레르헤우(노르웨이어: Harry Valderhaug, 1965년 ~ )는 노르웨이의 정치인이다. 소속 정당은 기독교민주당이다. 2015년부터 뫼레오그롬스달주 이스케시의 시장을 역임하고 있다.
1995년부터 2014년까지 노르웨이의 보험 회사인 스토레브란(Storebrand)의 올레순, 크리스티안순 지부에서 이사장으로 근무했다. 또한 순뫼레 IM(Sunnmøre IM), 뫼레 포르시크링(Møre Forsikring)에서 짧은 기간 동안에 걸쳐 근무했다. 1995년부터 이스케시의회 의원을 역임했고 2003년부터 2015년까지 기독교민주당 이스케시당 위원장을 역임했다.